# Grus (állatnem)
A Grus a madarak osztályának darualakúak (Gruiformes) rendjébe és a darufélék (Gruidae) családjába tartozó nem.

## Rendszerezésük
A nemet Mathurin Jacques Brisson írta le 1760-ban, az alábbi 13 faj tartozik:
- mandzsu daru (Grus japonensis)
- lármás daru (Grus americana)
- daru (Grus grus)
- kámzsás daru (Grus monacha)
- kormosfejű daru (Grus nigricollis)

Vitatott fajok:
- hódaru (Grus leucogeranus[2] vagy Leucogeranus leucogeranus)[1]
- kanadai daru (Grus canadensis[2] vagy Antigone canadensis)[1]
- amuri daru vagy fehérnyakú japán daru (Grus vipio[2] vagy Antigone vipio)[1]
- Antigoné-daru (Grus antigone[2] vagy Antigone antigone)[1]
- Brolga-daru (Grus rubicunda[2] vagy Antigone rubicunda)[1]
- golyvás daru (Grus carunculata[1] vagy Bugeranus carunculatus)[2]
- pártásdaru (Grus virgo[2] vagy Anthropoides virgo)[1]
- paradicsomdaru (Grus paradisea[2] vagy Anthropoides paradisea)[1]